# Star Sports (Ásia Oriental)
Star Sports (anteriormente ESPN Star Sports) foi um canal esportivo de televisão por assinatura da Ásia Oriental transmitido para a China continental e Coreia do Sul, operado pela Fox Networks Group Asia Pacific, uma subsidiária da The Walt Disney Company. Anteriormente, fazia parte das operações da Fox Sports no leste e sudeste da Ásia (anteriormente ESPN Star Sports), mas esta versão manteve o nome Star Sports. A ESPN para a China Continental foi renomeada para Star Sports 2.

## História
A Star TV, com sede em Hong Kong, lançou a Prime Sports (mais tarde renomeada como Star Sports) em parceria com a empresa americana TCI, proprietária dos canais esportivos regionais sob a marca Prime. O canal foi transmitido em toda a Ásia, assim como através do AsiaSat 1. Desde então, a Star TV regionalizou o canal com várias versões, incluindo uma versão dedicada para Taiwan. Mais tarde, a ESPN entrou na região como concorrente da Star Sports.
Em outubro de 1996, a ESPN e a Star Sports concordaram em combinar suas operações em toda a Ásia. Como resultado, uma joint venture chamada ESPN Star Sports foi formada, com sede em Singapura.
Em junho de 2012, foi anunciado que a News Corporation compraria a participação da ESPN International na ESPN Star Sports. Após a aquisição da News Corporation, a ESPN em toda a Ásia seria relançada como Fox Sports, mas o relançamento da ESPN Star Sports como Fox Sports não afetou grande parte do leste da Ásia, pois a Star Sports continuou a transmitir na China continental e na Coreia do Sul. Em vez disso, a versão da ESPN para a China Continental foi renomeada como Star Sports 2 em 10 de janeiro de 2014.
Juntamente com outros canais de propriedade da Disney na Ásia, os dois canais Star Sports foram encerrados em 1º de outubro de 2021, após o que os espaços criados pela Prime Sports Asia em 1991 e ESPN Asia em 1992, foram fechados e deixaram de existir.